# 2012年山口県知事選挙
2012年山口県知事選挙は、2012年（平成24年）7月29日に実施された、山口県の執行機関である山口県知事を選出するため行われた選挙。

## 概要
現職の二井関成の任期満了に伴う知事選挙。現職で4期16年の長きにわたり知事を務めた二井が知事勇退を表明し、16年ぶりに県のリーダーが交代する選挙となった。
今回の選挙は、二井県政の継承を掲げいち早く出馬を表明した無所属で元建設官僚の山本繁太郎と民主党衆議院議員で知事選への鞍替えと同党離党を表明した高邑勉、環境学者で無所属の飯田哲也、医師で元山口県健康増進課長の三輪茂之の新人4人による争いとなった。
各政党の対応は、この当時野党であった自民、公明両党が本人からの要請があった山本を推薦。政権与党であった民主党は本人からの要請があった山本や民主離党を表明し鞍替え出馬する高邑らを支持せず、前回の知事選と同様に自主投票とする方針を決めた。共産党は『反原発』などの主要政策で一致する飯田への配慮として、1960年以来実に52年ぶりに知事選で対立候補を擁立しなかった。社民党は自主投票の方針を決定し、勝手連という形で飯田を支援することを決めた。更に、みどりの未来も飯田を支援すると表明したが、飯田は自ら政党や団体などの支援を受けない方針で選挙戦に臨んでいる。

## 基礎データ

### 告示日
- 2012年（平成24年）7月12日

### 執行日
- 2012年（平成24年）7月29日
  - 当日の投票時間帯:午前7時 - 午後8時
  - 繰り上げ投票 - いずれも7月28日に実施
    - 下関市 蓋井投票区
    - 萩市 大島・相島・見島第一・見島第二の各投票区
    - 防府市 野島投票区
    - 岩国市 柱島投票区
    - 柳井市 平郡第一・平郡第二の各投票区
    - 熊毛郡上関町 八島・祝島の各投票区

  - 期日前投票：2012年（平成24年）7月13日～7月28日
- 6月2日現在の県内有権者数：1,199,362名[7]
- イメージキャラクター：めいすいくんスマイル隊（明るい選挙推進協会のキャラクター「めいすいくん」のご当地バージョン）

## 立候補者
立候補者は以下の通りである（届け出順）。なお、年齢は投票日基準（選挙管理委員会の告示における生年月日から計算）とする。
| 候補者名（読み）                   | 年齢 | 党派                           | 肩書き                                            |
| ---------------------------------- | ---- | ------------------------------ | ------------------------------------------------- |
| 飯田哲也 （いいだ てつなり）       | 53   | 無所属 （みどりの未来 支持）   | 認定NPO法人環境エネルギー政策研究所所長、環境学者 |
| 三輪茂之 （みわ しげゆき）         | 53   | 無所属                         | 医師、元山口県健康増進課長                        |
| 山本繁太郎 （やまもと しげたろう） | 63   | 無所属 （自民党、公明党 推薦） | 農業、元建設官僚                                  |
| 高邑勉 （たかむら つとむ）         | 38   | 無所属                         | 無職、元民主党衆議院議員                          |

### 選挙のタイムライン
- 2012年2月22日 - 現職の二井が知事選不出馬と勇退を表明。[1]
- 2012年3月2日 - 山本が県庁で会見を開き、知事選出馬を表明。[8]
- 2012年3月22日 - 自民党が山本の推薦を決定。[2]
- 2012年6月4日 - 高邑が山口市内のホテルで会見を開き、衆議院議員の辞職と民主党の離党の意向を示し、知事選への鞍替え出馬を表明。[9]
- 2012年6月17日 - 飯田が文書で出馬を固めたことを表明。[10]その後、6月22日に会見を開き正式に出馬を表明。
- 2012年6月20日
  - 三輪が出馬を表明。[11]
  - 民主党山口県連が山口市内で幹事会を開き、独自候補擁立を断念し、自主投票とすることを決定。[4]
- 2012年7月5日 - 共産党山口県委員会が県庁で会見を行い、対立候補を擁立しないことを発表。[5]
- 2012年7月11日 - 告示。新人4人での争いに。[12]
- 2012年7月29日 - 投開票。

## 選挙結果

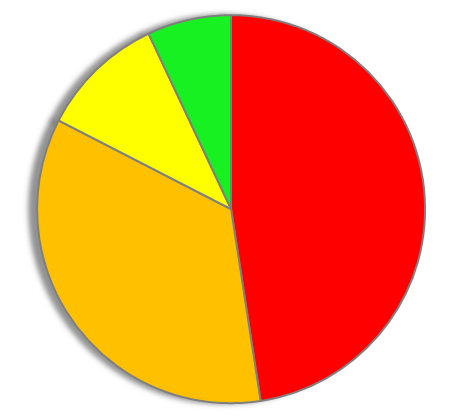
各候補の得票率（得票数の多かった順）

投票率は45.32%で、過去最低だった2008年の37.21%を大幅に上回る投票率であった。（前回比 +8.11%）当日の有権者数は118万5190人であった。
候補者別の得票数の順位、得票数、得票率、惜敗率、供託金没収概況は以下のようになった。供託金欄のうち「没収」とある候補者は、有効投票総数の10%を下回ったため全額没収された。得票率と惜敗率は未発表のため暫定計算とした（小数3位以下四捨五入）。
|      | 順位 | 候補者名    | 党派   | 新旧 | 得票数  | 得票率 | 惜敗率 | 供託金 |
| ---- | ---- | ----------- | ------ | ---- | ------- | ------ | ------ | ------ |
| 当選 | 1    | ■山本繁太郎 | 無所属 | 新   | 252,461 | 47.57% | ----   |        |
|      | 2    | ■飯田哲也   | 無所属 | 新   | 185,654 | 34.98% | 73.54% |        |
|      | 3    | ■高邑勉     | 無所属 | 新   | 55,418  | 10.44% | 21.95% |        |
|      | 4    | ■三輪茂之   | 無所属 | 新   | 37,150  | 7.00%  | 14.72% | 没収   |

現職の二井から事実上の後継指名を受け、自民・公明両党の推薦を受け、組織型の選挙戦を展開した山本が4新人の争いを制した。一方、「脱原発」を前面に掲げ、既成政党に頼らない選挙戦を展開した飯田だったが、典型的な『保守王国』とされる山口で無党派層を中心に3割以上の票を集めたものの、及ばなかった。衆院議員を辞職し鞍替え出馬した高邑は、「脱政党政治」を掲げ、選挙戦を展開したが、県内の有権者への浸透が進まなかった。県民の健康と安心の維持を訴えた三輪は、知名度で他候補に差をつけられ得票数最下位となった。
毎日新聞や産経新聞は、上関原子力発電所の建設問題については、従前は「建設推進」の立場を乗っていた山本が選挙期間中に「建設凍結」の立場を表明し、「白紙撤回」を掲げた飯田と主張に大きな差がなくなったこと、また垂直離着陸機MV-22（オスプレイ）の一時駐機をはじめとするアメリカ海兵隊岩国基地の問題も主張に大きな隔たりがなくなったことから、告示前から注目を集めていた両問題が事前の予想ほど争点化しなかったのではないかとする一方、橋下大阪市長の元ブレーンという知名度をバックに「地方から国を変える」「脱既成政党」といったイメージを重ね、無党派層への支持拡大を働きかけ善戦した飯田の動きが山本を脅かし、『保守王国』に動揺を与えたとの分析を行っている。

## トラブル
俵田翁記念体育館で行われた宇部市投票区の開票作業において、飯田陣営が選任した立会人が計数機が信用できないとして1万票以上の票を1票ずつ確認しだす、大声を出す、票を叩きつけるなどの行為を行った。選挙管理委員会が中止を求めても聞き入れなかったため、これが妨害行為にあたるとして開票の途中で飯田陣営の同意を得た上で点検作業が打ち切られるというトラブルが発生。これにより結果確定は予定より数時間遅れ、市職員の残業代が予定より30万円増えるなどの影響が出た。この措置について、8月6日付けで山口県選挙管理委員会に対して異議申立てが行われたが、9月4日付けで「点検の中止は申立人の言動が開票手続の妨害であるとみなさざるを得ない行為であった故のやむを得ない措置であった」「（点検の中止が不作為であったと仮定しても）選挙の結果に移動を及ぼすおそれがない」として異議申立てを棄却している。

## 参考資料
- 平成24年7月29日執行山口県知事選挙の投開票状況 - 山口県選挙管理委員会
- クローズアップ2012:山口県知事選　保守王国に動揺 - 毎日新聞2012年7月30日
- 知事選　上関原発・オスプレイ…　保守王国・山口揺れる - 産経新聞2012年7月30日